# Municipio XVII

Localisation de l'ancien Municipio XVII sur la carte administrative de Rome avant 2013.

Le Municipio XVII est une ancienne subdivision administrative de Rome située à l'ouest du centre de la ville, sur la rive droite du Tibre. 

## Historique
Le Municipio s'étendait sur une superficie de seulement 5,6 km2. En mars 2013, il est supprimé et rattaché au Municipio I.

## Subdivisions
Le Municipio XVII comprenait les deux rioni de Borgo et Prati ainsi qu'une partie des quartiers de Della Vittoria et de Trionfale.
Administrativement, il était subdivisé en trois zones urbanistiques :
- 17a - Prati
- 17b - Della Vittoria
- 17c - Eroi